# Dong-gu, Gwangju
Quận Đông (Dong-gu) là một quận, giống như một phường, nằm ở thành phố Gwangju, Hàn Quốc. Mt. Mudeung là một địa điểm nổi tiếng trong quận. Tranh hiện đại được phơi bày bằng nghệ thuật đường phố, đó là một trong những loại hình đầu tiên ở Hàn Quốc.

## Liên kết
- Trang của Dong-gu, Gwangju Lưu trữ ngày 18 tháng 2 năm 2004 tại Wayback Machine